# Улица Лапсту
Улица Ла́псту (латыш. Lāpstu iela) — улица в Северном районе города Риги, в историческом районе Саркандаугава. Ведёт в восточном направлении от улицы Твайка до улицы Саркандаугавас.

## История

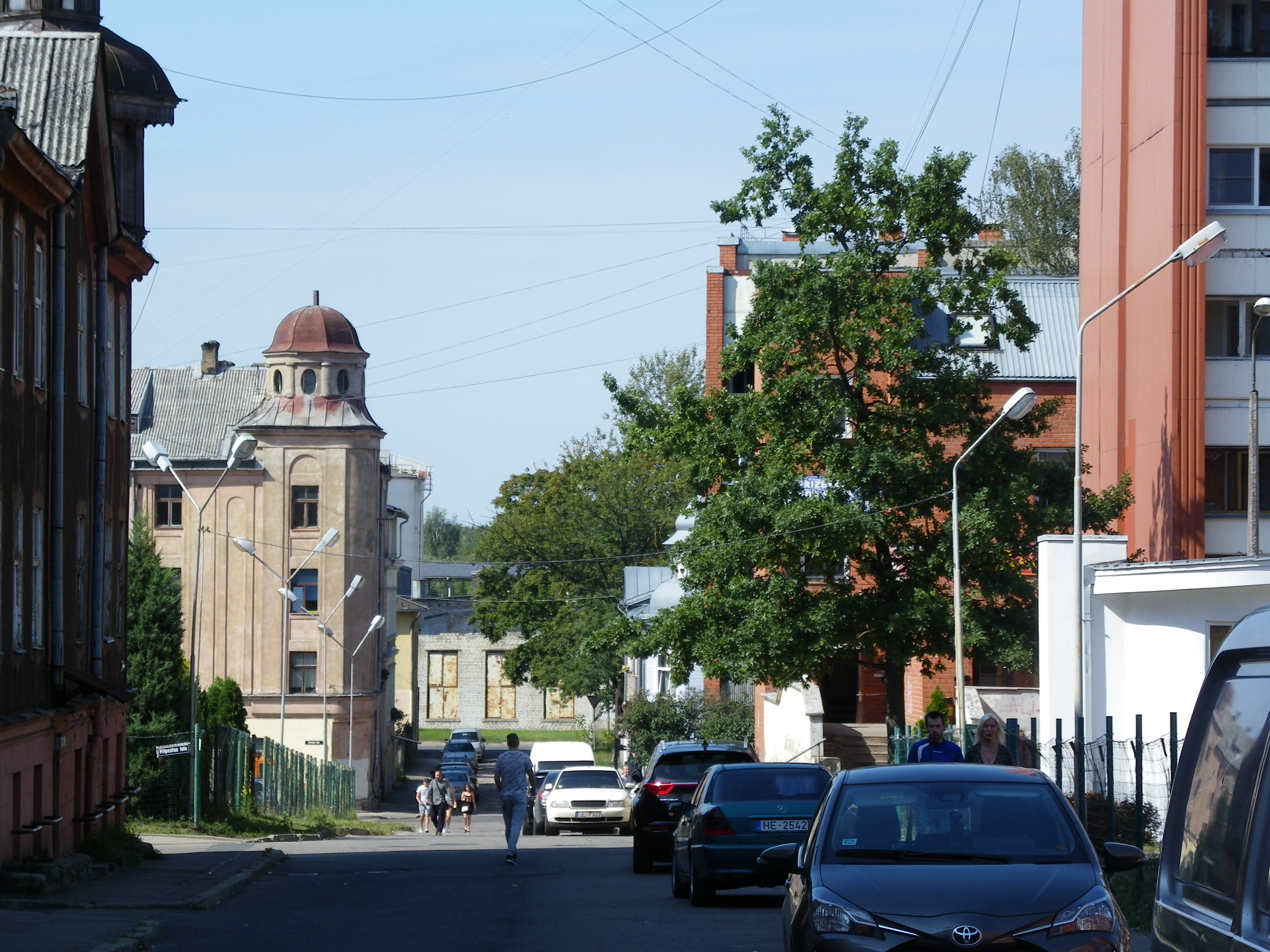
Вид в сторону улицы Твайка

На плане города 1876 года улица Лапсту показана как небольшой безымянный проезд между нынешними улицами Саркандаугавас и Хапсалас. Как улица в своих современных границах упоминается с начала 1880-х годов, первоначально под названием Малая Новая улица (нем. Kleine Neustrasse, латыш. Mazā Jaunā iela). Поскольку в исторической части города имелась одноимённая улица, в 1885 году улица Лапсту получила своё нынешнее название (рус. Лопатная улица, нем. Spatenstrasse), которое в дальнейшем изменялось только сообразно государственному языку.
В начале улицы сохранилось несколько доходных домов конца XIX века: № 2, № 5, угловые дома по ул. Зиемелю.

## Транспорт
Длина улицы Лапсту составляет 292 метра. На участке между улицами Твайка и Зиемелю замощена булыжником, на остальной части улица асфальтирована. Движение одностороннее (в направлении улицы Саркандаугавас). Средняя ширина проезжей части 6,5 метров.
Общественный транспорт по улице не курсирует; на перекрёстке с улицей Саркандаугавас расположена остановка трамвая «Aldaris».

## Прилегающие улицы
Улица Лапсту пересекается со следующими улицами:
- улица Твайка
- улица Зиемелю
- улица Хапсалас
- улица Саркандаугавас